# Diphasia scalariformis
Diphasia scalariformis är en nässeldjursart som beskrevs av James Barrie Kirkpatrick 1890. Diphasia scalariformis ingår i släktet Diphasia och familjen Sertulariidae. Inga underarter finns listade i Catalogue of Life.